# 热尔米尼 (默尔特-摩泽尔省)
热尔米尼（法語：Germiny，法語發音：[ʒɛʁmini]）是法国默尔特-摩泽尔省的一个市镇，属于图勒区。

## 地理
热尔米尼（48°32'51"N, 5°59'49"E）面积11.85 平方千米，位于法国大東部大區默尔特-摩泽尔省，该省份为法国东北部内陆省份，是洛林的一部分，北邻比利时、卢森堡，北起顺时针与摩泽尔省、下莱茵省、孚日省和默兹省接壤。
与热尔米尼接壤的市镇（或旧市镇、城区）包括：克雷佩、戈维莱、马尔特蒙、泰洛、蒂耶欧格罗塞耶、维泰讷。

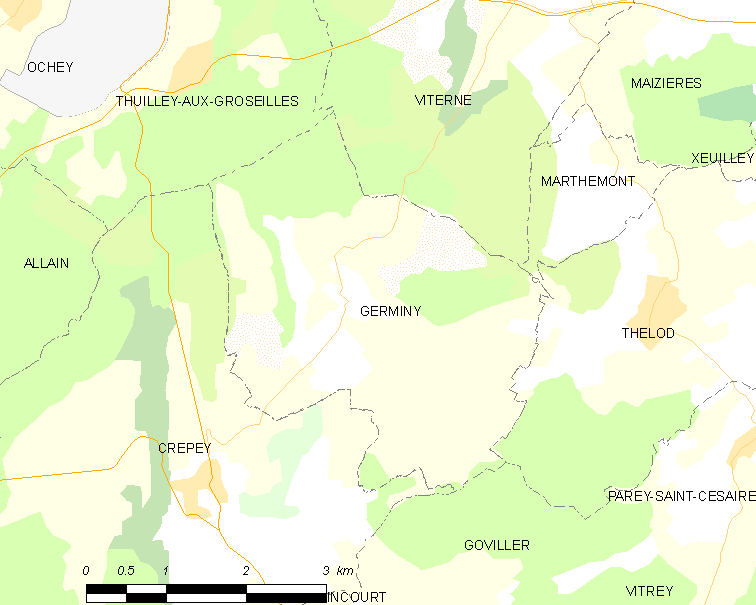
的OSM定位图

热尔米尼的时区为UTC+01:00、UTC+02:00（夏令时）。

## 行政
热尔米尼的邮政编码为54170，INSEE市镇编码为54223。

## 政治
热尔米尼所属的省级选区为梅讷欧桑图瓦县。

## 人口

1962-2008年间人口变化图示

热尔米尼于2022年1月1日时的人口数量为188人。